# Echinopsis huotii
Echinopsis huotii ist eine Pflanzenart aus der Gattung Echinopsis in der Familie der Kakteengewächse (Cactaceae). Das Artepitheton huotii ehrt den Kakteengärtner Huot, der die Sammlung von Hippolyte Boissel de Monville betreute.

## Beschreibung
Echinopsis huotii wächst anfangs einzeln, verzweigt sich später von der Basis aus und bildet dann kleine Gruppen. Die kugelförmigen bis zylindrischen, aufrechten, dunkelgrünen Triebe erreichen Durchmesser von 8 Zentimeter und eine Wuchshöhe von bis zu 35 Zentimeter. Es sind neun bis elf gekerbte Rippen vorhanden, die bis zu 1,2 Zentimeter hoch sind. Die auf ihnen befindlichen Areolen sind weiß. Die ein bis vier abstehenden Mitteldornen sind pfriemlich und braun. Sie sind bis zu 4 Zentimeter lang. Die neun bis elf nadeligen Randdornen weisen eine Länge von bis zu 2 Zentimeter auf.
Die trichterförmigen Blüten erscheinen seitlich an den Trieben und öffnen sich in der Nacht. Sie werden 17 bis 20 Zentimeter lang.

## Verbreitung und Systematik
Echinopsis huotii ist in den bolivianischen Departamentos Cochabamba, Santa Cruz, Chuquisaca und Tarija auf steinigen Hängen in Höhenlagen von 1900 bis 2800 Metern verbreitet.
Die Erstbeschreibung als Echinocactus huottii durch François Cels wurde 1847 veröffentlicht. J. Labouret stellte die Art 1853 in die Gattung Echinopsis.

## Nachweise